# Alfa Romeo TZ3

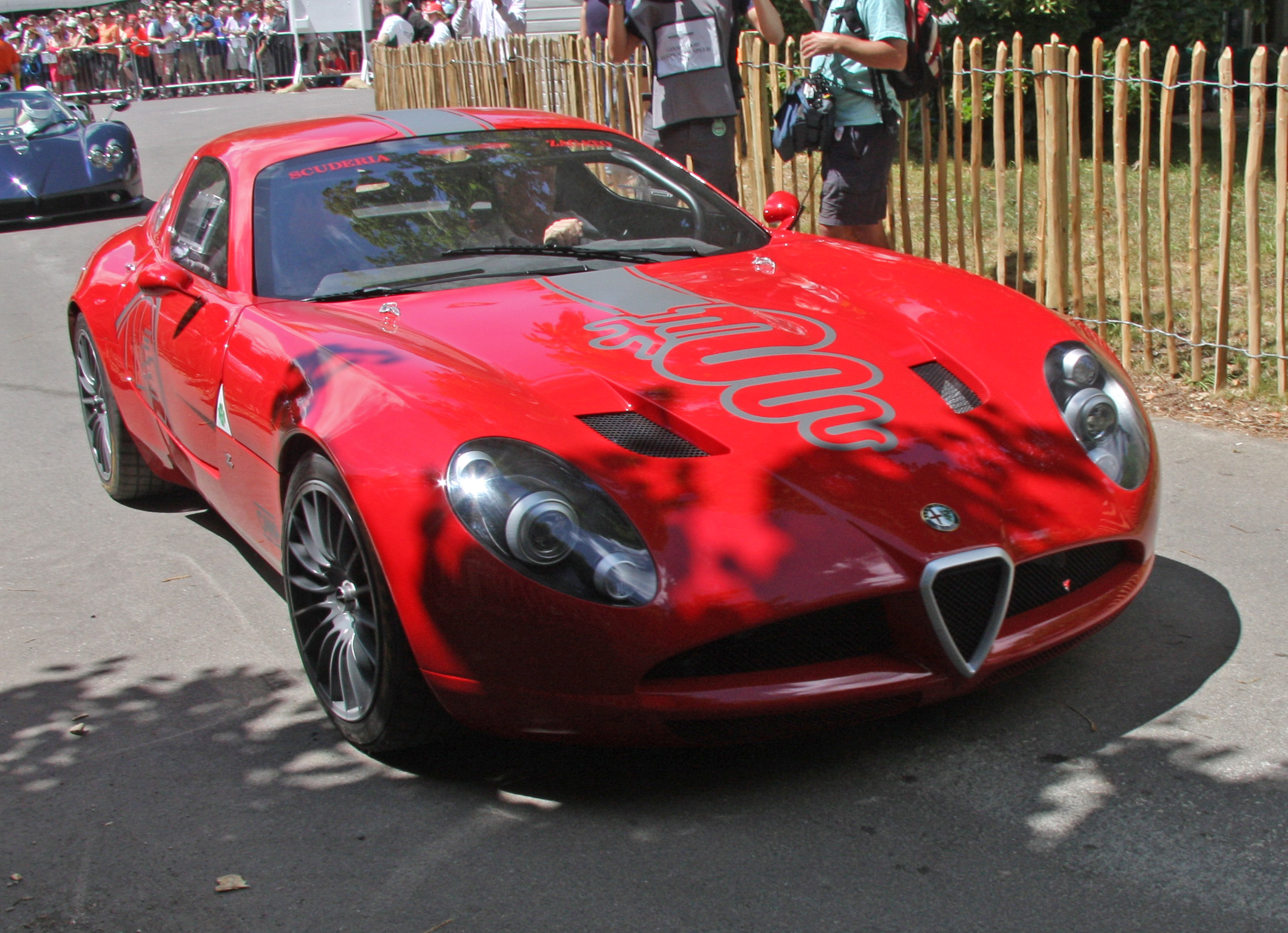
Alfa Romeo TZ3 Corsa

Der Alfa Romeo TZ3 bezeichnet eine Fahrzeugstudie, sowie zwei darauf basierende Fahrzeuge von Alfa Romeo, die von Zagato gestaltet wurden. Anlass für die Fahrzeugstudie war das 100-jährige Bestehen von Alfa Romeo.
Die Abkürzung TZ steht für Tubolare Zagato. Der Wagen ist eine Hommage an die Modelle Alfa Romeo TZ und Alfa Romeo TZ2 die in den 60ern gefertigt wurden.

## Alfa Romeo TZ3 Corsa
Der Alfa Romeo TZ3 Corsa ist ein Einzelstück, welches im Auftrag eines deutschen Sammlers gefertigt wurde. Er besitzt den Motor eines Alfa Romeo 8C. Die Herstellungskosten beliefen sich auf ca. 1,2 Millionen Euro. Das Fahrzeug hat keine Straßenzulassung, deswegen auch der Namenszusatz Corsa, das italienische Wort für Rennstrecke.

## Alfa Romeo TZ3 Stradale

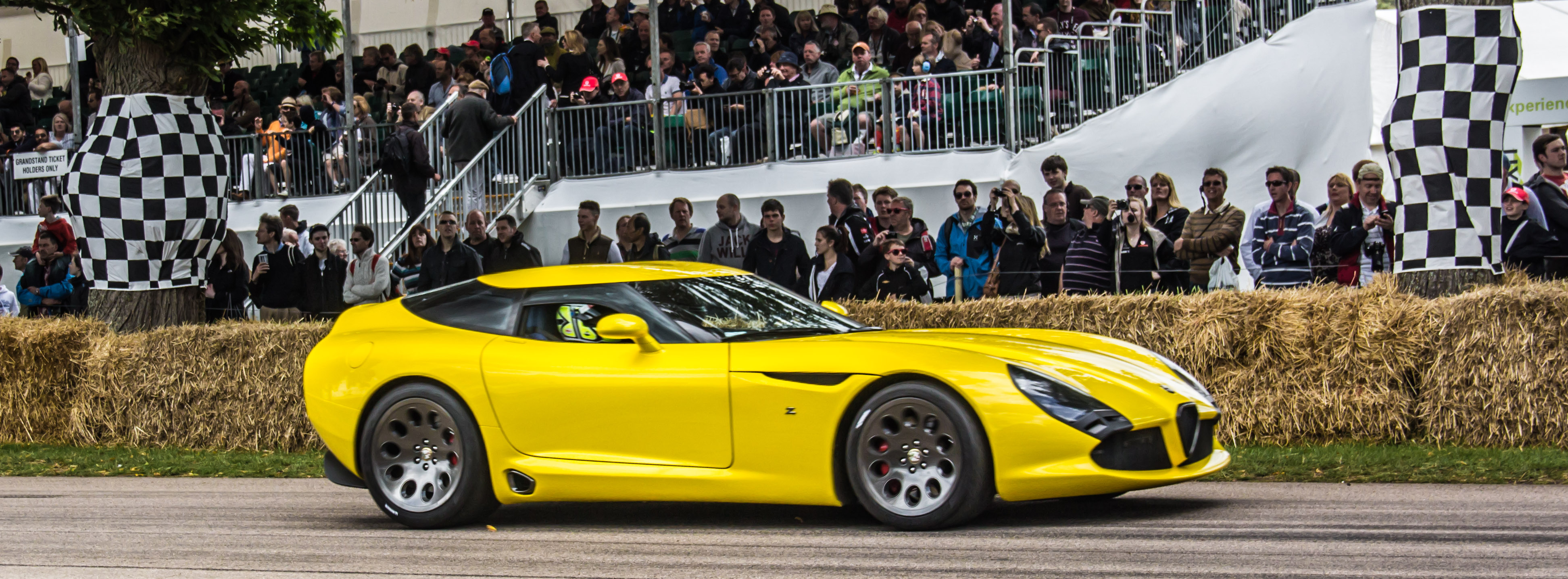
Alfa Romeo TZ3 Stradale

Vom Alfa Romeo TZ3 Stradale wurden 2011 neun Stück auf Basis der Dodge Viper SRT hergestellt und für einen Stückpreis 500.000 Euro verkauft.